# Gouy-en-Ternois
Pour les articles homonymes, voir Gouy.
Gouy-en-Ternois est une commune française située dans le département du Pas-de-Calais en région Hauts-de-France. Ses habitants sont appelés les Gouyésiens.
La commune fait partie de la communauté de communes du Ternois qui regroupe 103 communes et compte 37 469 habitants en 2021.
C'est dans cette commune que le fleuve côtier la Canche prend sa source.

## Géographie

### Localisation
Localisée dans le sud du département du Pas-de-Calais, Gouy-en-Ternois, commune où le fleuve côtier la Canche prend sa source, est située, à vol d'oiseau, à 8 km au sud-est de la commune de Saint-Pol-sur-Ternoise (aire d'attraction) et à 25 km à l'ouest de la commune d’Arras (chef-lieu d'arrondissement et préfecture du Pas-de-Calais).
Le territoire de la commune est limitrophe de ceux de cinq communes.
Les communes limitrophes sont  Averdoingt, Magnicourt-sur-Canche, Maizières, Monts-en-Ternois et Ternas.

### Géologie et relief
La superficie de la commune est de 5,65 km2 ; son altitude varie de 111  à   160 mètres.

### Hydrographie
Le territoire de la commune est situé dans le bassin Artois-Picardie.
C'est dans la commune que le fleuve côtier la Canche, un cours d'eau naturel de 100,22 km, prend sa source à l'altitude de 132 mètres, près du lieu-dit les Pierrettes, il se jette dans la Manche entre Étaples et Le Touquet-Paris-Plage.

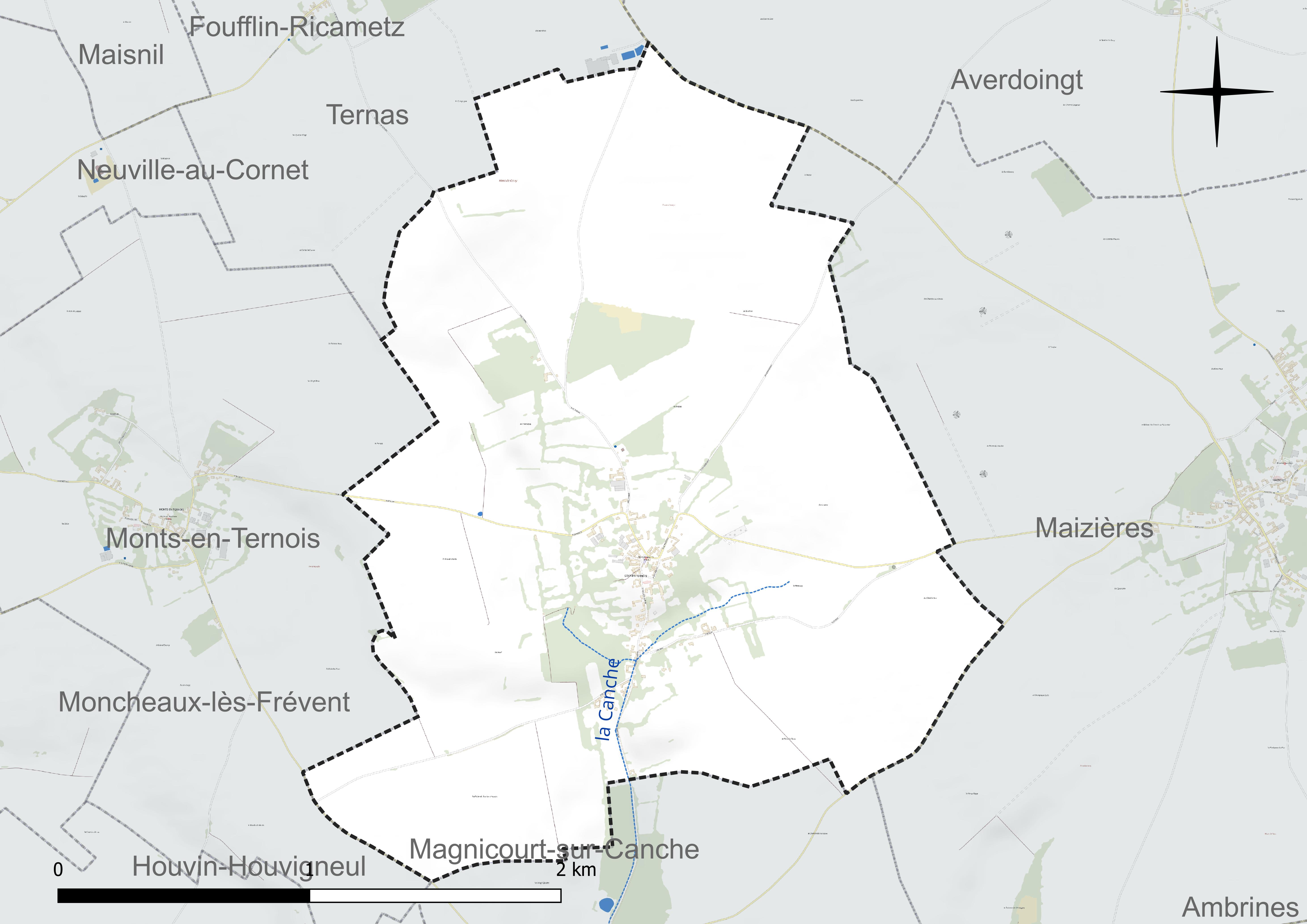
Réseau hydrographique de Gouy-en-Ternois.

### Climat
Pour des articles plus généraux, voir Climat des Hauts-de-France et Climat du Pas-de-Calais.
En 2010, le climat de la commune est de type climat océanique dégradé des plaines du Centre et du Nord, selon une étude du CNRS s'appuyant sur une série de données couvrant la période 1971-2000. En 2020, Météo-France publie une typologie des climats de la France métropolitaine dans laquelle la commune est exposée à un climat océanique et est dans la région climatique Côtes de la Manche orientale, caractérisée par un faible ensoleillement (1 550 h/an) ; forte humidité de l’air (plus de 20 h/jour avec humidité relative > 80 % en hiver), vents forts fréquents.
Pour la période 1971-2000, la température annuelle moyenne est de 10 °C, avec une amplitude thermique annuelle de 13,9 °C. Le cumul annuel moyen de précipitations est de 860 mm, avec 12,9 jours de précipitations en janvier et 9,2 jours en juillet. Pour la période 1991-2020, la température moyenne annuelle observée sur la station météorologique la plus proche, située sur la commune de Saulty à 15 km à vol d'oiseau, est de 10,4 °C et le cumul annuel moyen de précipitations est de 899,7 mm,. Pour l'avenir, les paramètres climatiques de la commune estimés pour 2050 selon différents scénarios d'émission de gaz à effet de serre sont consultables sur un site dédié publié par Météo-France en novembre 2022.

### Paysages
Pour un article plus général, voir Paysage en France.
La commune s'inscrit dans les « paysages du Ternois » tels qu’ils sont définis dans l’atlas de paysages de la région Nord-Pas-de-Calais, conçu par la direction régionale de l'Environnement, de l'Aménagement et du Logement (DREAL),.
Ces paysages, qui concernent 138 communes avec trois pôles d’attraction que sont Hesdin à l'ouest, Saint-Pol-sur-Ternoise à l’est et, dans une moindre mesure, Frévent en lisière sud, sont délimités par deux cours d’eau : la Canche au Sud et la Ternoise au Nord. Ces paysages sont composés de plateaux, de vallées et de bocages. Les plateaux du Ternois montrent une structure tabulaire assez plane et une altitude assez régulière avec des points culminants entre 150  à   160 m.
Le territoire d’une vingtaine de kilomètres du Nord au Sud et d’Est en Ouest, est traversé par la D 939 reliant Saint-Pol-sur-Ternoise à Hesdin, par la D 912 entre Saint-Pol-sur-Ternoise et Frévent et par la ligne ferroviaire de Saint-Pol-sur-Ternoise à Étaples dans la vallée de la Canche. La position excentrée, en l’absence de grands axes autoroutiers ou ferrés structurants, a permis au Ternois de conserver un caractère rural et une certaine qualité de paysage.
Au niveau de l’occupation des sols, les surfaces cultivées sont omniprésentes sur les plateaux, avec majoritairement la culture de la betterave et de la pomme de terre, et représentent près de 72 % de la surface totale de ces paysages du Ternois, les espaces artificialisés, cantonnés dans les fonds de vallée, représentent 13 % et les surfaces boisées, présentes dans les deux principales vallées de la Ternoise et de la Canche, ne représentent que 6 %.

### Milieux naturels et biodiversité

#### Patrimoine géologique
Sur le territoire communal se trouve le site des affleurements de nappe dans l'Artois à l'origine de l'Aa, de la Canche, de la Scarpe. Il est inscrit à l'inventaire national du patrimoine géologique. C'est sur le plateau d'Artois que se trouvent les sources de l'Aa, de la Canche et de la Scarpe, ces sources ne sont identifiables que par la présence de zones humides.

#### Espèces faunistiques et floristiques
Le site de l’Inventaire national du patrimoine naturel (INPN) recense 231 espèces faunistiques et floristiques sur le territoire de la commune dont 14 protégées et 9 taxons (espèces et sous-espèces) menacées et quasi-menacées.

## Urbanisme

### Typologie
Au 1er janvier 2024, Gouy-en-Ternois est catégorisée commune rurale à habitat dispersé, selon la nouvelle grille communale de densité à sept niveaux définie par l'Insee en 2022.
Elle est située hors unité urbaine. Par ailleurs la commune fait partie de l'aire d'attraction de Saint-Pol-sur-Ternoise, dont elle est une commune de la couronne,. Cette aire, qui regroupe 72 communes, est catégorisée dans les aires de moins de 50 000 habitants,.

### Occupation des sols
L'occupation des sols de la commune, telle qu'elle ressort de la base de données européenne d’occupation biophysique des sols Corine Land Cover (CLC), est marquée par l'importance des territoires agricoles (94,9 % en 2018), une proportion sensiblement équivalente à celle de 1990 (95 %). La répartition détaillée en 2018 est la suivante :
terres arables (73,4 %), prairies (21,5 %), zones urbanisées (5,1 %). L'évolution de l’occupation des sols de la commune et de ses infrastructures peut être observée sur les différentes représentations cartographiques du territoire : la carte de Cassini (XVIIIe siècle), la carte d'état-major (1820-1866) et les cartes ou photos aériennes de l'IGN pour la période actuelle (1950 à aujourd'hui).

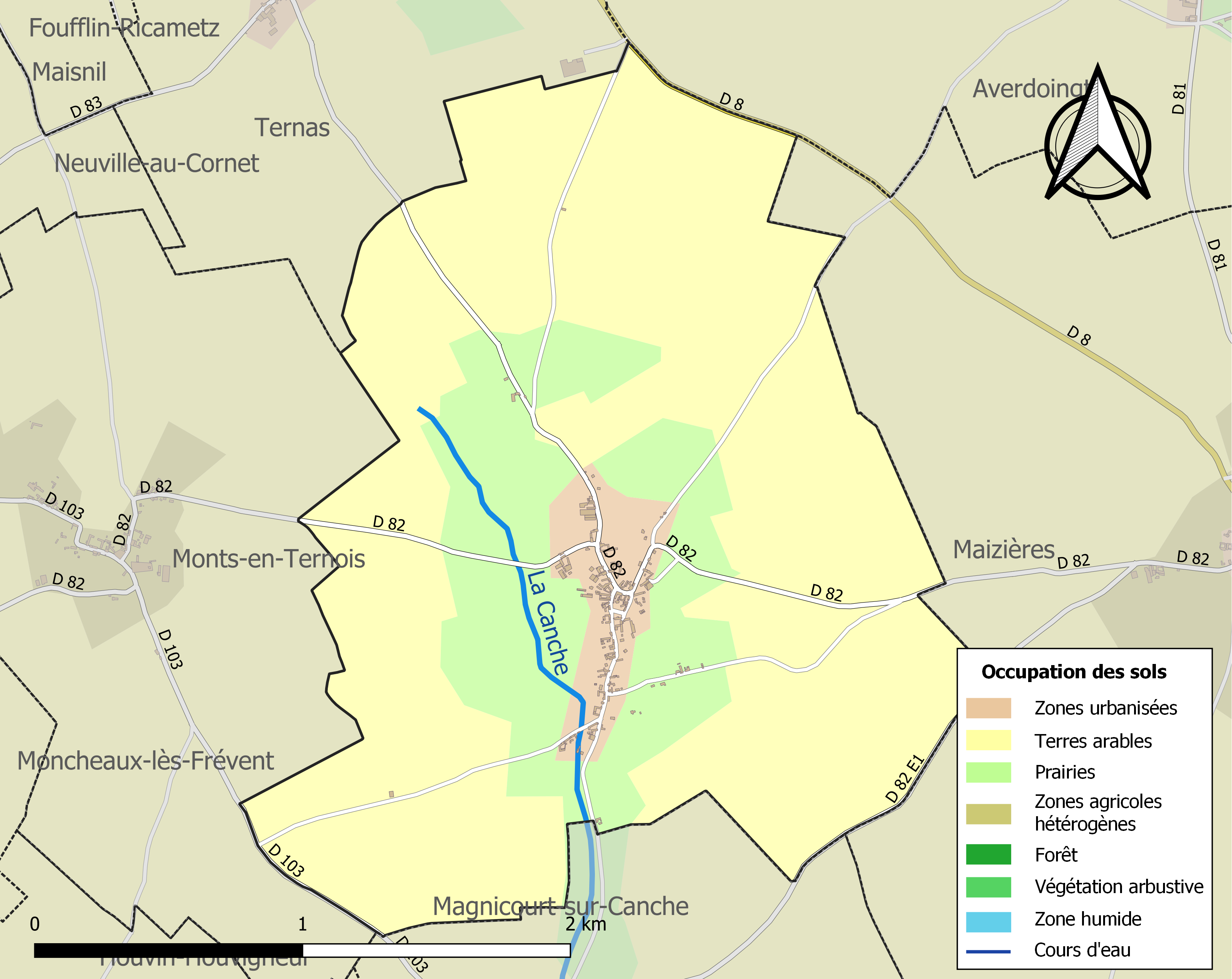
Carte des infrastructures et de l'occupation des sols de la commune en 2018 (CLC).

### Morphologie urbaine
La commune s'est dotée en 2014 d'une carte communale qui permet de définir les zones constructibles de la commune, et qui prévoit 25 parcelles potentielles destinées à la construction.

### Voies de communication et transports

#### Voies de communication
La commune est desservie par la route départementale D 82.

#### Transport ferroviaire
La commune se trouve à 11 km au sud-est de la gare de Saint-Pol-sur-Ternoise, située sur les lignes de Saint-Pol-sur-Ternoise à Étaples et d'Arras à Saint-Pol-sur-Ternoise, desservie par des trains TER Hauts-de-France.

### Risques naturels et technologiques
La commune a été victime de coulées de boue en 1998, 1999 et 2014. Pour lutter contre ces phénomènes, la commune a planté des fascines sur un terrain réquisitionné et comprenant un limiteur de débit de fuite. Ces ouvrages doivent se poursuivre, en 2016 et 2017 par l'implantation d'un ralentisseur en enrochement (grosses pierres à sceller).

## Toponymie
Le nom de la localité est attesté sous les formes Goi en 1081 (chap. de Saint-Amé, c. i), Goy in Ternesio en 1220 (abbaye de Cercamp), Goy en 1228 (Tailliar, Recueil d’actes, p. 83), Goy-en-Ternois (cart. d’Aubigny, fo 7 vo ), Guoy au XIVe siècle (bull. Comité des trav. histor., 1897, p. 253; Gouy en Ternois en 1793 ; Gouy et Gouy-en-Ternois depuis 1801.
Le Ternois est une région du Pas-de-Calais, dont le centre est Saint-Pol-sur-Ternoise. C'est une des grandes entités paysagères retenues par l'Atlas régional des Paysages de 2008

## Histoire
Pendant la Première Guerre mondiale, par exemple en août 1915, des troupes ont établi leur cantonnement dans la commune située à l'arrière du front de l'Artois, de même qu'à Monts-en-Ternois.

## Politique et administration

### Découpage territorial
La commune se trouve dans l'arrondissement d'Arras du département du Pas-de-Calais.

#### Commune et intercommunalités
La commune faisait partie de la communauté de communes du Saint-Polois créée fin 1995.
Dans le cadre de la réforme des collectivités territoriales françaises, par la loi de réforme des collectivités territoriales du 16 décembre 2010 (dite loi RCT)  destinée à permettre notamment l'intégration de la totalité des communes dans un EPCI à fiscalité propre, la suppression des enclaves et discontinuités territoriales et les modalités de rationalisation des périmètres des établissements publics de coopération intercommunale et des syndicats mixtes existants, cette intercommunalité fusionne avec sa voisine, la communauté de communes du pays d'Heuchin, formant le 1er janvier 2013 la communauté de communes des Vertes Collines du Saint-Polois.
Un nouveau mouvement de regroupement intercommunal intervient dans le cadre des dispositions de la loi portant nouvelle organisation territoriale de la République (Loi NOTRe) du 7 août 2015, qui prévoit que les établissements publics de coopération intercommunale (EPCI) à fiscalité propre doivent avoir un minimum de 15 000 habitants. À l'initiative des intercommunalités concernées, la Commission départementale de coopération intercommunale (CDCI) adopte le 26 février 2016 le principe de la fusion de : 
- la communauté de communes de l'Auxillois, regroupant 16 communes dont une de la Somme et 5 217 habitants[29] ;
- la communauté de communes de la région de Frévent, regroupant 12 communes et 6 567 habitants ;
- de la communauté de communes des Vertes Collines du Saint-Polois, regroupant 58 communes et 19 585 habitants
- de la communauté de communes du Pernois, regroupant 18 communes et 7 114 habitants. Le schéma départemental de coopération intercommunale (SDCI), intégrant notamment cette évolution, est approuvé par un arrêté préfectoral du 30 mars 2016[30],[31].

La communauté de communes du Ternois, qui résulte de cette fusion et dont la commune fait désormais partie, est créée par un arrêté préfectoral qui a pris effet le 1er janvier 2017. Cette communauté de communes regroupe 103 communes et compte 37 469 habitants en 2021.

#### Circonscriptions administratives
La commune faisait partie du canton d'Aubigny-en-Artois. Dans le cadre du redécoupage cantonal de 2014 en France, la commune est intégrée au canton de Saint-Pol-sur-Ternoise.

#### Circonscriptions électorales
Pour l'élection des députés, la commune fait partie de la première circonscription du Pas-de-Calais.

### Élections municipales et communautaires

#### Liste des maires
| Période                                  | Période                    | Identité             | Étiquette | Qualité                                        |
| ---------------------------------------- | -------------------------- | -------------------- | --------- | ---------------------------------------------- |
| Les données manquantes sont à compléter. |                            |                      |           |                                                |
| mars 1983                                | mai 2011                   | Jean-Luc Scaillierez |           | Pilote d'avion et d'hélicoptère Démissionnaire |
| juillet 2011                             | 2020                       | Gérard Deregnaucourt |           | Réélu pour le mandat 2014-2020,                |
| 4 juillet 2020                           | En cours (au 13 mars 2022) | Gérard Vandentorren  |           | Ancien cadre,                                  |

## Équipements et services publics

### Enseignement
En 2016, les enfants de la commune sont scolarisés par un regroupement pédagogique intercommunal (RPI 11) qui comprend Gouy-en-Ternois, Averdoingt, Ternas, Ligny-Saint-Flochel, Fouflin-Ricametz, Neuville-au-Cornet et Monts-en-Ternois, soit environ 1 100 habitants.
Ce RPI fut le premier créé dans le département, dès 1972, et gère quatre écoles ainsi qu'une cantine, située à Gouy.

### Justice, sécurité, secours et défense
La commune dépend du tribunal judiciaire d'Arras, du conseil de prud'hommes d'Arras, de la cour d'appel de Douai, du tribunal de commerce d'Arras, du tribunal administratif de Lille, de la cour administrative d'appel de Douai, du pôle nationalité du tribunal judiciaire d’Arras et du tribunal pour enfants d'Arras.

## Population et société

### Démographie
Les habitants de la commune sont appelés les Gouyésiens.

#### Évolution démographique
L'évolution du nombre d'habitants est connue à travers les recensements de la population effectués dans la commune depuis 1793. Pour les communes de moins de 10 000 habitants, une enquête de recensement portant sur toute la population est réalisée tous les cinq ans, les populations de référence des années intermédiaires étant quant à elles estimées par interpolation ou extrapolation. Pour la commune, le premier recensement exhaustif entrant dans le cadre du nouveau dispositif a été réalisé en 2005.

En 2022, la commune comptait 128 habitants, en évolution de −5,88 % par rapport à 2016 (Pas-de-Calais : −0,72 %, France hors Mayotte : +2,11 %).
| 1793 | 1800 | 1806 | 1821 | 1831 | 1836 | 1841 | 1846 | 1851 |
| ---- | ---- | ---- | ---- | ---- | ---- | ---- | ---- | ---- |
| 307  | 262  | 312  | 343  | 352  | 340  | 341  | 321  | 335  |

| 1856 | 1861 | 1866 | 1872 | 1876 | 1881 | 1886 | 1891 | 1896 |
| ---- | ---- | ---- | ---- | ---- | ---- | ---- | ---- | ---- |
| 336  | 345  | 352  | 334  | 343  | 360  | 347  | 355  | 355  |

| 1901 | 1906 | 1911 | 1921 | 1926 | 1931 | 1936 | 1946 | 1954 |
| ---- | ---- | ---- | ---- | ---- | ---- | ---- | ---- | ---- |
| 345  | 332  | 323  | 239  | 215  | 233  | 230  | 209  | 204  |

| 1962 | 1968 | 1975 | 1982 | 1990 | 1999 | 2005 | 2006 | 2010 |
| ---- | ---- | ---- | ---- | ---- | ---- | ---- | ---- | ---- |
| 182  | 166  | 158  | 150  | 170  | 150  | 164  | 163  | 172  |

| 2015 | 2020 | 2022 | - | - | - | - | - | - |
| ---- | ---- | ---- | - | - | - | - | - | - |
| 141  | 132  | 128  | - | - | - | - | - | - |

#### Pyramide des âges
En 2018, le taux de personnes d'un âge inférieur à 30 ans s'élève à 36,3 %, soit en dessous de la moyenne départementale (36,7 %). De même, le taux de personnes d'âge supérieur à 60 ans est de 21,2 % la même année, alors qu'il est de 24,9 % au niveau départemental.
En 2018, la commune comptait 64 hommes pour 69 femmes, soit un taux de 51,88 % de femmes, légèrement supérieur au taux départemental (51,50 %).
Les pyramides des âges de la commune et du département s'établissent comme suit.
| Hommes | Classe d’âge | Femmes |
| ------ | ------------ | ------ |
| 0,0    | 90 ou +      | 1,5    |
| 9,4    | 75-89 ans    | 10,3   |
| 10,9   | 60-74 ans    | 10,3   |
| 26,6   | 45-59 ans    | 22,1   |
| 18,8   | 30-44 ans    | 17,6   |
| 20,3   | 15-29 ans    | 17,6   |
| 14,1   | 0-14 ans     | 20,6   |

| Hommes | Classe d’âge | Femmes |
| ------ | ------------ | ------ |
| 0,5    | 90 ou +      | 1,6    |
| 5,6    | 75-89 ans    | 8,9    |
| 16,7   | 60-74 ans    | 18,1   |
| 20,2   | 45-59 ans    | 19,2   |
| 18,9   | 30-44 ans    | 18,1   |
| 18,2   | 15-29 ans    | 16,2   |
| 19,9   | 0-14 ans     | 17,9   |

## Économie
La commune constitue un village rural dépourvu de commerces de proximité et comptant, en 2016, quatre exploitations agricoles, spécialisées en polyculture. Un plâtrier et un commerçant ambulant complètent l'activité économique de Gouy-en-Ternois.

## Culture locale et patrimoine

### Lieux et monuments
- L'église Saint-Vaast datant des XIIe et XVIIe siècles[46]. Elle héberge quatre éléments patrimoniaux, répertoriés dans la base Palissy, inscrits au titre d'objet des monuments historiques[47].
- Le monument aux morts[48].
- les muches : L'entrée d'un ancien souterrain refuge est découvert sous l'église, lors de la réfection du carrelage[20],[49].
- Le calvaire fleuri au croisement de deux chemins[20].

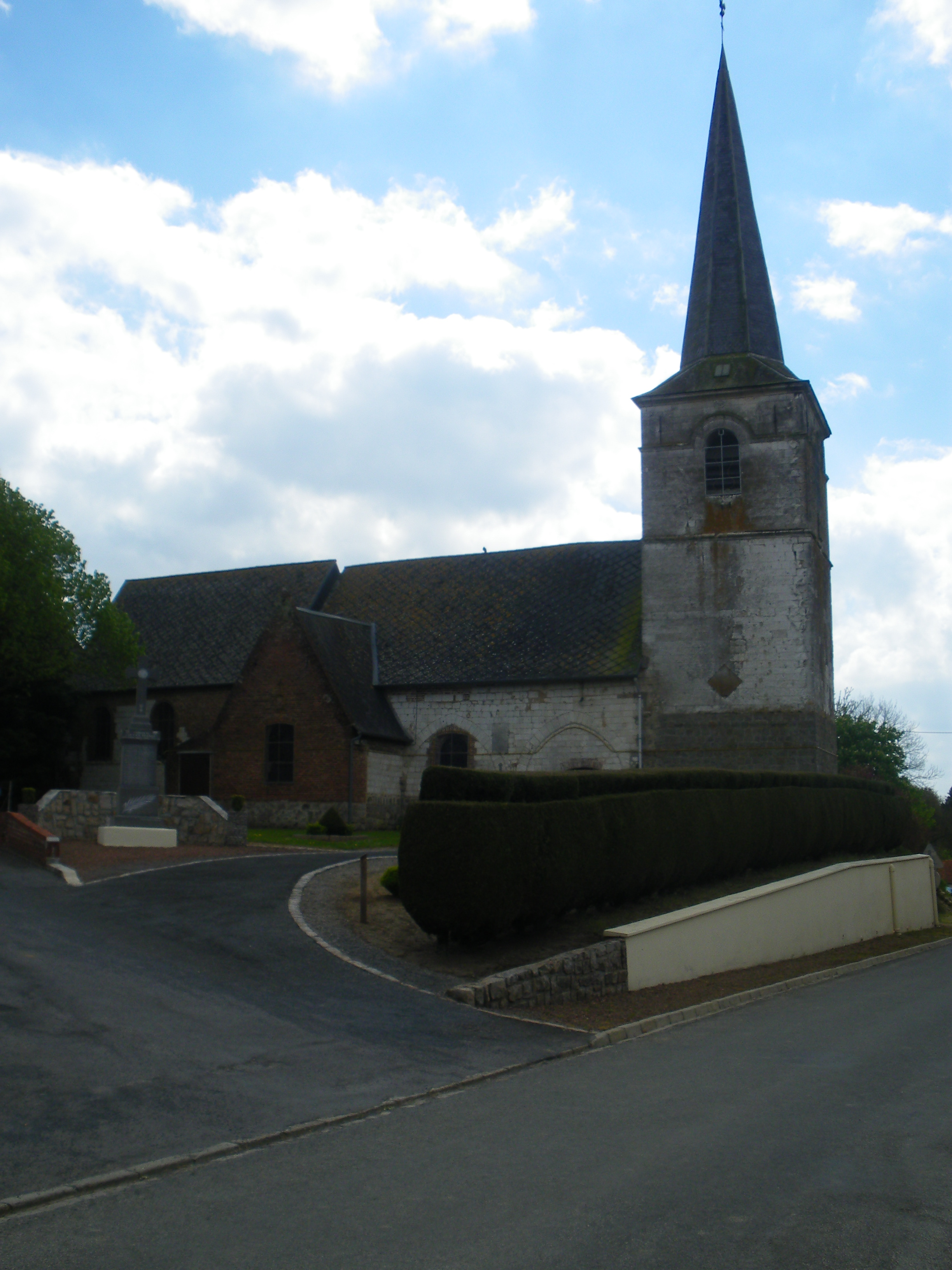
L'église.
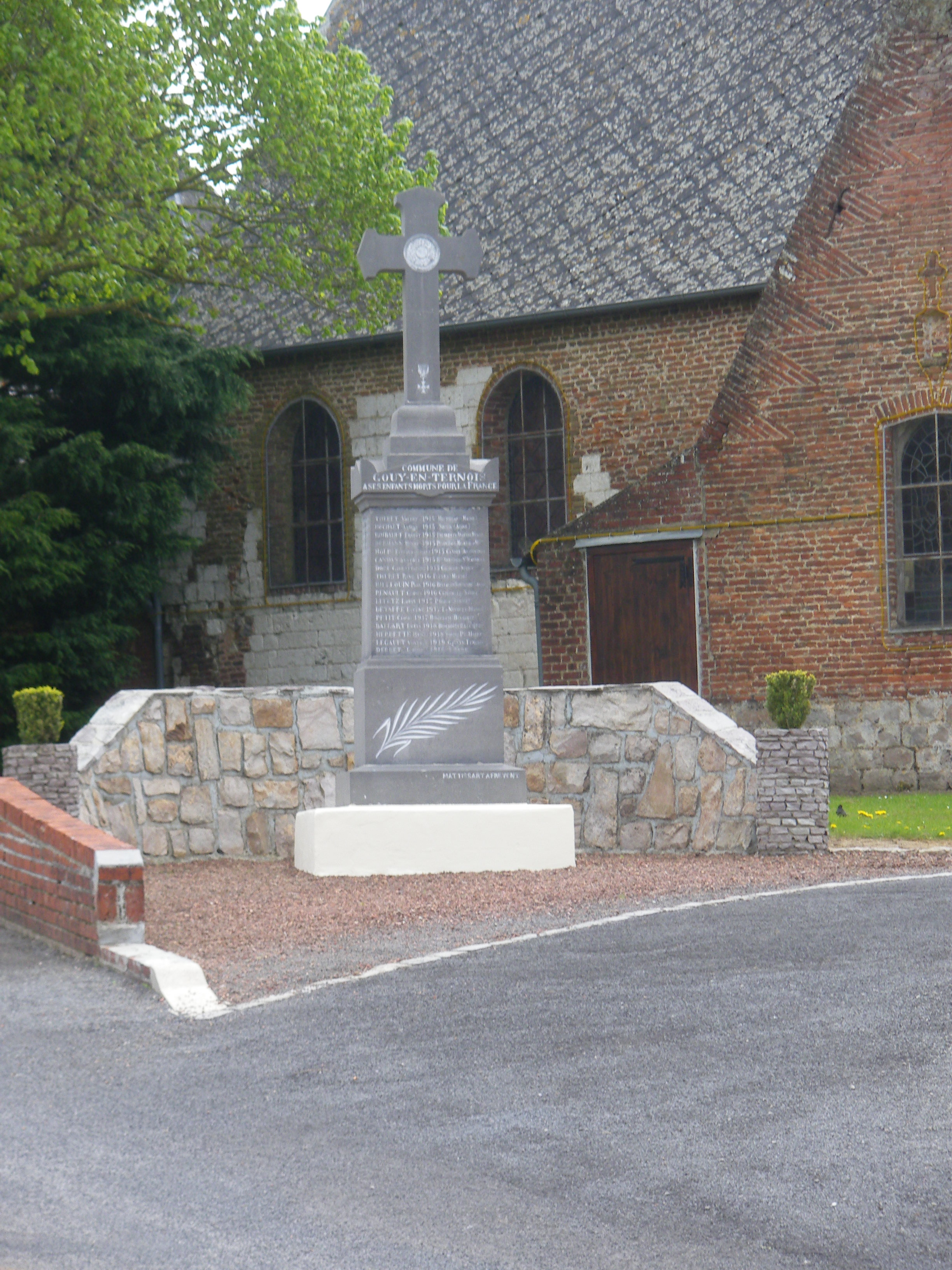
Le monument aux morts.

### Héraldique
| Blason de Gouy-en-Ternois | Blason  | Parti: au 1er d'or à deux plumes d'oie de sinople passées en sautoir, au 2e de sinople à trois gerbes de blé d'or. |
| Blason de Gouy-en-Ternois | Détails | Le statut officiel du blason reste à déterminer.                                                                   |

## Pour approfondir